# Шкопи
Шкопи (пол. Szkopy) — село в Польщі, у гміні Репки Соколівського повіту Мазовецького воєводства. Населення — 230 осіб (2011).

## Історія
1644 року вперше згадується церква східного обряду в селі.
За даними етнографічної експедиції 1869—1870 років під керівництвом Павла Чубинського, у селі переважно проживали римо-католики, меншою мірою — греко-католики, які здебільшого розмовляли українською мовою. 1872 року місцева греко-католицька парафія налічувала 295 вірян.
У 1975—1998 роках село належало до Седлецького воєводства.

## Населення
Демографічна структура станом на 31 березня 2011 року:
|          | Загалом | Допрацездатний вік | Працездатний вік | Постпрацездатний вік |
| -------- | ------- | ------------------ | ---------------- | -------------------- |
| Чоловіки | 116     | 29                 | 63               | 24                   |
| Жінки    | 114     | 25                 | 48               | 41                   |
| Разом    | 230     | 54                 | 111              | 65                   |